# Klementyna Granzow
Klementyna Granzow, z Jaegerów (ur. w Warszawie 20 września 1843, zm. 17 sierpnia 1890 tamże) – żona przedsiębiorcy, filantropka.

## Życiorys
Druga żona Kazimierza (fabrykanta cegieł), protektorka młodych talentów – opłacała wykształcenie młodych zdolnych artystów za granicą, m.in. z jej pomocy skorzystali: malarz Buchbinder i sztycharz Redlich. Do kręgu jej przyjaciół należeli: przebywający we Florencji poeta Lorentowicz i pracujący w Rzymie rzeźbiarz Rygier. Ofiarowała znaczne fundusze na założenie w Rzymie muzeum Kopernika.
Pochowana w kaplicy grobowej rodziny Granzowów na cmentarzu ewangelicko-augsburskim w Warszawie (rząd 1, miejsce 76).

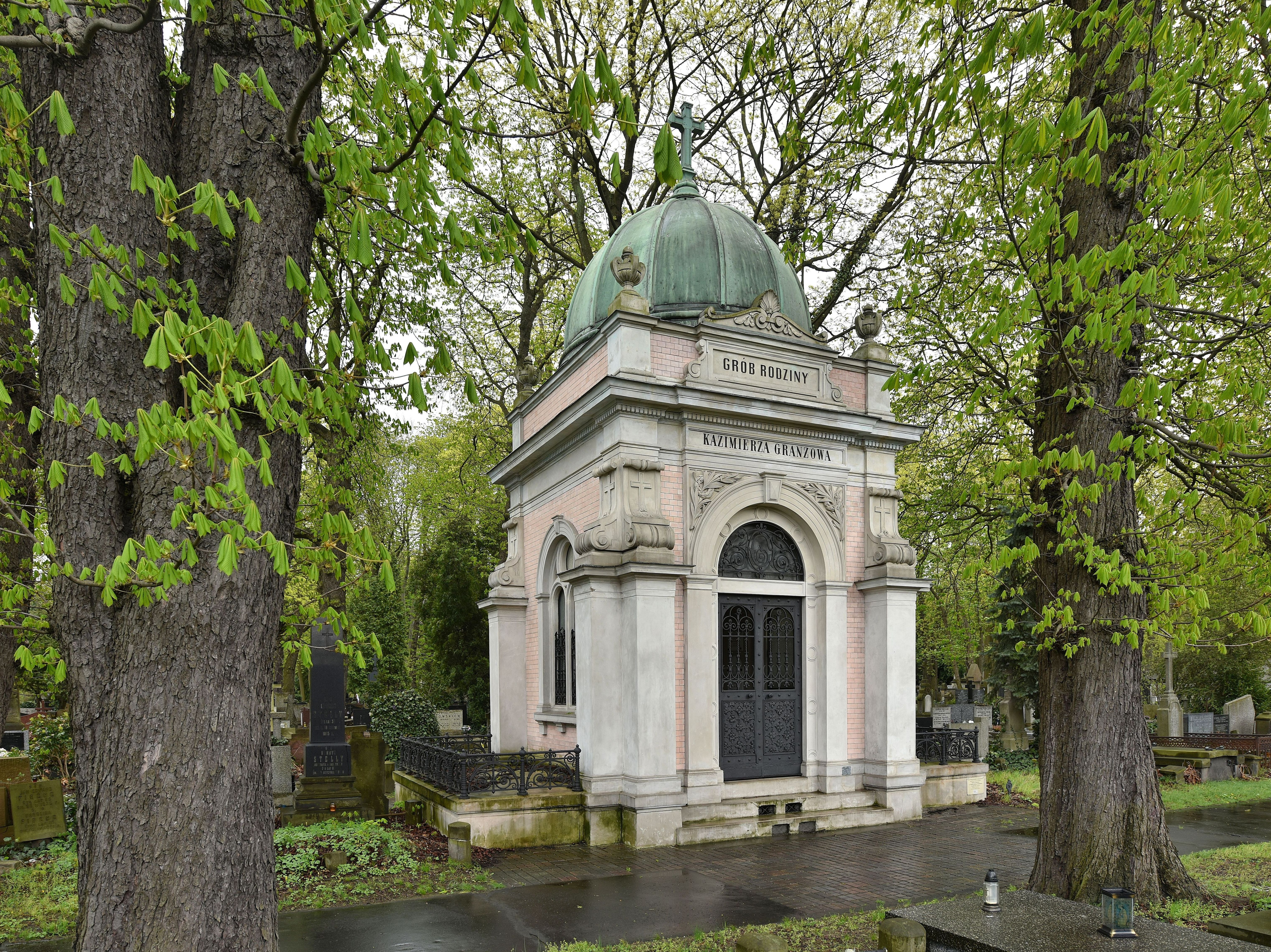
Kaplica Granzowów na cmentarzu ewangelicko-augsburskim w Warszawie